# Sénégal aux Jeux paralympiques d'été de 2016
La Sénégal participe aux Jeux paralympiques d'été de 2016 à Rio de Janeiro. Elle est représentée par deux athlètes, qui prennent part aux compétitions en athlétisme.

## Athlétisme
Femmes
- Dague Diop

Hommes
- Youssoufa Diouf